# القناص المحترف (سلسلة روايات)
القناص المحترف هي سلسلة روايات من إنتاج المؤسسة العربية الحديثة وتتحدث السلسلة عن رجل مخابرات يدعى مراد عزمي و يلقب بـ (القناص المحترف) .

## أعداد السلسلة
1. مهمة في الجحيم
2. جزيرة الأهوال
3. المعركة الأخيرة
4. عملية باروخ
5. قلعة الرعب
6. المطاردة القاتلة
7. السفاح
8. عملية أبو الهول
9. سباق القتل
10. أبواب الجحيم
11. التاج الدامي